# Dagteller

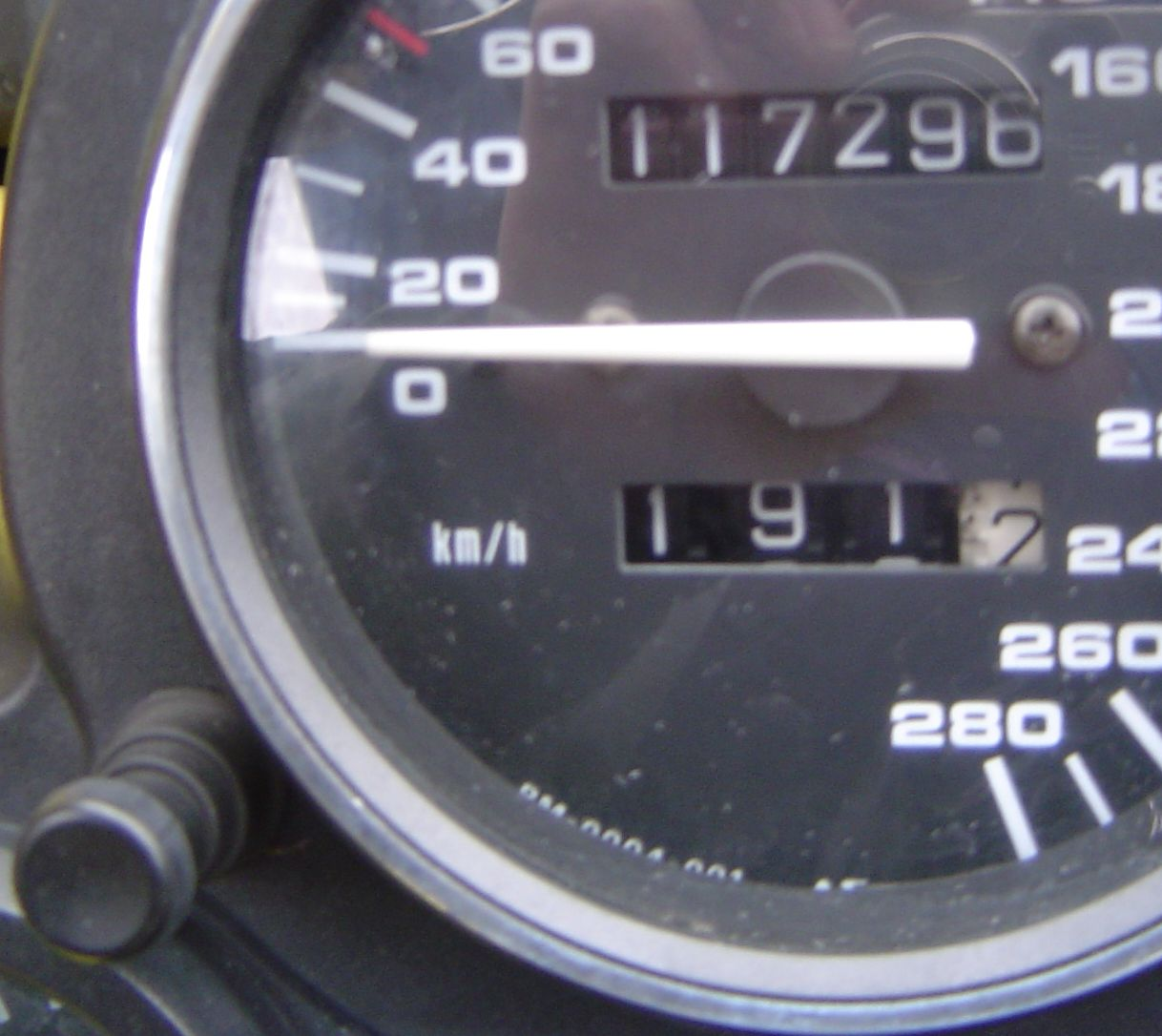
Snelheidsmeter met boven de kilometerteller, onder de dagteller en linksonder de terugstelknop

Een dagteller is een kilometerteller die steeds handmatig in de "0"-stand gezet kan worden. 
Deze teller is gemonteerd in het dashboard van een motorvoertuig. Meestal wordt de teller gebruikt om een nauwkeurig beeld van de verbruikte brandstof te verkrijgen. Immers, als men eenmaal weet bij welke afstand de tank leeg is, werkt dit systeem beter dan de (meestal onnauwkeurige) brandstofmeter.
De naam "dagteller" is waarschijnlijk gebruikt omdat men er ook de afgelegde afstand op één dag mee kan aflezen. 
Een zeer uitgebreide dagteller is de tripmeter. Deze wordt meestal in de rallysport gebruikt. Een tripmeter werkt zeer nauwkeurig, wordt tussentijds (soms na enkele honderden meters) op "0" gezet maar houdt toch de totaalafstand vast. Bovendien kunnen in een moderne tripmeter ook bepaalde problemen (bochten, gladde stukken, rotsachtige delen etc.) in het parcours worden aangegeven. De tripmeter wordt ook gebruikt als routeplanner en is een belangrijk hulpmiddel voor de navigator.